# Municipio de Melchor Ocampo (Zacatecas)
El municipio de Melchor Ocampo es uno de los 58 municipios del estado mexicano de Zacatecas. Ubicado en el extremo norte del territorio estatal. La cabecera municipal se encuentra en la localidad de mismo nombre, Melchor Ocampo.

## Geografía
El municipio de Melchor Ocampo se encuentra localizado en el extremo norte del estado de Zacatecas y en los límites con el de Coahuila de Zaragoza, sus coordenadas geográficas extremas son 22° 40' - 25° 08" de latitud norte 101° 35' - 102° 28' de longitud oeste; su altitud fluctúa entre 1 200 y 2 800 metros sobre el nivel del mar. El municipio tiene una extensión territorial de 1885.382 kilómetros 
Limita al sur y al sureste con el municipio de Mazapil . Al norte y al noroeste limita con el estado de Coahuila, en particular con el municipio de Viesca, el municipio de Parras y el municipio de Saltillo.

## Demografía
De acuerdo con el Censo de Población y Vivienda realizado en 2020 por el Instituto Nacional de Estadística y Geografía, el municipio de Melchor Ocampo tiene una población total de 2 736 habitantes, de los que 1 455 son hombres y 1 281 son mujeres.

### Localidades
El municipio cuenta con un total de 27 localidades, las principales y su población en 2020 son las siguientes:
| Localidad                     | Población |
| Total Municipio               | 2 736     |
| Melchor Ocampo                | 698       |
| San Jerónimo (La Noria)       | 457       |
| Matamoros                     | 374       |
| El Jagüey                     | 282       |
| Tierra y Libertad (La Maroma) | 232       |

## Política
El gobierno del municipio le corresponde, como en todos los municipios de México, al ayuntamiento, estando éste conformado por el presidente municipal, un síndico y el cabildo compuesto por diez regidores, siendo seis electos por mayoría y cuatro por el principio de representación proporcional; el ayuntamiento es electo mediante voto universal, directo y secreto para un periodo gubernamental de tres años no renovables para el periodo inmediato pero sí de manera no consecutiva, todo entran a ejercer su cargo el día 15 de septiembre del año de la elección.

### Representación legislativa
Para la elección de Diputados al Congreso de Zacatecas y al Congreso de la Unión, el municipio de Melchor Ocampos se encuentra integrado en los siguientes distritos electorales:
Local:
- Distrito electoral local 12 de Zacatecas con cabecera en Villa de Cos.[5]

Federal:
- Distrito electoral federal 3 de Zacatecas con cabecera en la ciudad de Zacatecas.[6]